# Talsperre Alcoutim
Die Talsperre Alcoutim (portugiesisch Barragem de Alcoutim) liegt in der Region Algarve Portugals im Distrikt Faro. Sie staut den Barranco dos Ladrões, einen rechten (westlichen) Nebenfluss des Guadiana, zu einem Stausee auf. Die Kleinstadt Alcoutim befindet sich ungefähr ein Kilometer östlich der Talsperre.
Mit dem Projekt zur Errichtung der Talsperre wurde im Jahre 1992 begonnen. Der Bau wurde 1995 fertiggestellt. Die Talsperre dient der Trinkwasserversorgung. Sie ist im Besitz der Kreisverwaltung, der CM Alcoutim.

## Absperrbauwerk
Das Absperrbauwerk besteht aus einem Staudamm mit einer Höhe von 30,5 m über der Gründungssohle (29 m über dem Flussbett). Die Dammkrone liegt auf einer Höhe von 55 m über dem Meeresspiegel. Die Länge der Dammkrone beträgt 130,5 m und ihre Breite 9 m. Das Volumen des Staudamms umfasst 100.600 m³.
Der Staudamm verfügt sowohl über einen Grundablass als auch über eine Hochwasserentlastung. Über die Hochwasserentlastung können maximal 149 m³/s abgeleitet werden. Das Bemessungshochwasser liegt bei 265 m³/s; die Wahrscheinlichkeit für das Auftreten dieses Ereignisses wurde mit einmal in 1.000 Jahren bestimmt.

## Stausee
Beim normalen Stauziel von 52 m (maximal 53,8 m bei Hochwasser) erstreckt sich der Stausee über eine Fläche von rund 0,13 km² und fasst 1 Mio. m³ Wasser – davon können 0,9082 Mio. m³ genutzt werden. Das minimale Stauziel liegt bei 32,55 m.